# محطة قطار جبل العنق
محطة جبل العنق هي محطة شحن سكك حديدية تقع في موقع منجم جبل العنق للفوسفات، في بلدية بئر العاتر الجزائرية في ولاية تبسة.

## وضع السكك الحديدية
تقع المحطة جنوب غرب مدينة بئر العاتر، داخل منجم فوسفات جبل عنق. وهي المحطة الأخيرة للخط من عنابة إلى جبل العنق. وتسبقها محطة تبسة.

## التاريخ
مُدد الخط من عنابة إلى تبسة إلى جبل العنق ومحطة السكة الحديدية في الخدمة في عام 1966.
في 2025، أطلقت الوكالة الوطنية للدراسات ومتابعة إنجاز الاستثمارات في السكك الحديدية برنامجا لإعادة تأهيل وعصرنة المحطة.

## خدمات
المحطة مخصصة لتحميل الفوسفات المستخرج من منجم جبل العنق.